# 頑皮小白貂
《頑皮小白貂》（しあわせソウのオコジョさん）為宇野亞由美的漫畫『淘氣小鼬鼠』的動畫化作品。從2001年10月2日至2002年9月24日在東京電視台播放。全51集。

## 故事簡介
槌谷搖為普通的男大学生，飼養著一隻白貂。因為沒有名字，所以都叫他「小白貂」（也有人對牠有愛稱）。是以槌谷和小白貂以及他們周圍的人類和動物所引起各式各樣的事情為主題的搞笑動畫。因此有著許多荒謬的部份存在。在動畫中也增加本編以外以学校為舞台的「小白貂番長」編和惡搞哥吉拉電影的機械小白貂登場編。

### 和原作的不同點
- 原作中並沒有名字（佐伯叫他「啾啾」），動畫版勇太則叫牠「阿啾」
- 小白貂頭上有一片綠色的葉子
- 塚原在原作則是會用「小白貂」的稱號，在動畫版中則會用「小白貂先生」的敬稱，對小都也強制她這麼做。
- 小老鼠被叫作「小細流」。
- 有減掉暴力・流血的畫面。
- 佐伯兄妹是兩個人離開父母住在一起。
- 增加新角色（久遠勇太、美由、阿嚕、露露&露佳及的家族）。
- 反向輸入這些新角色到原作上。
- 槌谷、佐伯兄妹、勇太和他的媽媽、露露&露佳住在同一間公寓。

## 登場人物
阿啾(コジョピー) ／ 小白貂(オコジョさん) ／ 小白貂(オコジョ)番長
声 - 澤城美雪 (為澤城美雪的主角處女作) ／ 雷碧文(台灣)
本作主角的小白貂。有著強悍的男子漢性格和易怒的不良少年個性。對於自己不爽的事會用「嚇~!」的姿勢來表示不滿，但看見的人只會覺得非常可愛。雖然被槌谷飼養，但牠覺得牠自己才是主人。原本住在山中，小時候摔入山崖下，被狐狸所救並且教導牠生存之術而活了下來。在苦難之旅的末期與母親再會，但因為已經長成一隻堂堂的成年白貂，所以母親沒有注意到是自己的孩子。因為這個原因而不良化並且把熊當成車子一樣騎著(牠以為動物們都怕牠，實際上是怕這隻熊)在森林中大鬧一番。有天遭到人類小孩抓起來並且被賣到寵物店，後來從店裡逃走，在快要餓死的時候被搖從後街的垃圾場中撿到而飼養牠，現在則是住在幸福莊中。喜歡的東西為炸雞。歷來的名稱有「小白貂先生」或是「阿啾」，實際上只有勇太和阿嚕會叫牠「阿啾」（本人自己不會用「阿啾」這個名字）。雖然是隻白貂卻相當怕冷。
槌谷搖（つちや はるか）
声 - 小泉豐 ／ 劉傑(台灣)
飼養小白貂的大學生。常常是面無表情‧沉默‧不知道在想些什麼的正常人。似乎所想的都是和小白貂有關。是名無比喜歡園藝的人，只要和園藝有關的雜誌（會買一本以上）都會全部買下來，電視節目也都鎖定園藝類。雖然身材細長卻很有體力，做過搬家等勞動性的工作。常常在作選擇時會開始猶豫不決，就算只是點甜點也要猶豫好幾個小時。相當遠離戀愛這種事，常讓約會的對象感到灰心並且還因此讓繭美暴走起來。家族有父・母・姐姐、全都和搖一樣的臉孔(小白貂有因此被嚇到)、一樣的性格。姐姐・閑（しずか）也因為面無表情，所以在就職方面相當辛苦。不過搖在番長編卻變得很愛講話。
小老鼠
声 - 山崎雅美 ／ 林美秀(台灣)
老鼠。為小白貂的小弟因此牠都叫小白貂「老大」。有著「～就是的說」的慣用語。在原作中並沒有名字只有「老鼠」的稱號。喜歡向日葵種子、起司、發亮的東西。相當仰幕小白貂。特技是滾成一個圓球。
似乎也很在意自己的手下地位。
久遠勇太（くどお～）
声 - 加藤奈奈繪 ／ 丘梅君(台灣)
和槌谷等人住在同一公寓的少年。有著認真老實的性格，但有點愛哭。是小白貂的大粉絲。各自給兩個白貂阿啾和阿嚕的稱號。從數學課本的內容來看可推算他是小學三年級。是逆向輸入原作的角色之一，對於小白貂以「有著又白又嬌小和彎彎的身體真可愛」為理由，所以也會叫牠「小彎彎」。
阿嚕
声 - 鮭延未可 ／ 林美秀(台灣)
雌性的白貂。有著「嚕??」「嚕嗯??」的慣用語。也有著一些無禮的表現。和小老鼠一樣把小白貂當作哥哥一樣尊敬，另外因為是個孩子所以不懂什麼上下關係，對小白貂都叫牠「阿啾」（有一度被小白貂強制要叫牠「老大」，但牠似乎很難講得出口）。和小白貂一樣原本住在山中，但因為太過遲鈍而被自己的媽媽罵是「土撥鼠的孩子」，因此感到相當震驚而跳入激流之中，在快要溺死時被漁夫的網所捕捉到，然後經由冷凍車而被送到幸福莊裡，後來被美由發現並且飼養牠。
西塔美由（さいとう～）
声 - 谷井あすか／ 雷碧文(台灣)
後半段登場。在和媽媽搬到幸福莊後成為阿嚕的主人。相當喜歡勇太(可能是基於朋友之情)所以常跟他在一起，兩人的關係相當好。不過性格有點自我中心。母親為寵物美容師。
佐伯沙葉 ／ 佐伯老師
声 - 原田英敬 ／ 劉傑(台灣)
和槌谷上同個大學的學生。常常是一臉笑容，不過卻是個老是輕舉妄動的人，有著很不會看場合的性格，所以在抱小白貂時常遭到牠的攻擊。豬腳是他的最愛。喜歡寫真女星，是石楠花由美子（被認為是以釋由美子為原型）的粉絲。
佐伯有子
声 - 中村明香 ／ 丘梅君(台灣)
沙葉的妹妹。和老哥一樣是個老是輕舉妄動不會看場合的人。
塔契 ／ 雪貂番長
声 - 伊丸岡篤 ／ 陳旭昇(台灣)
被佐伯兄妹飼養的雪貂。是小白貂的對手。有著身為高級寵物的自尊心，對於小白貂常以「流浪貂」的稱號輕視牠，那是因為與在大自然中無法生存的牠相比，出於一份對小白貂能生活得自由奔放的強烈嫉妒心和羨慕。曾把因為換毛期而變色成咖啡色的小白貂錯當成雌性的雪貂而喜歡上牠。
露露&露佳
声 - 谷井あすか ／ 丘梅君、林美秀(台灣)
和槌谷等人住在同一間公寓的雙胞胎少女，姓田所。兩人有著大膽的性格，連小白貂也敵不過她們。喜歡奇怪的玩法，像是兩人在遇見小白貂時會以「小怪物」（舉起雙手上半身左右搖擺，唱著「小怪物～小怪物～♪」的歌）等作法來嚇牠。兩個人的區別就在於前髮方向的不同。另外也飼養著二隻異卵龍鳳胎的刺蝟（雄性為噹琪，性格凶暴、雌性為叮琪，性格善良）兩隻動畫也喜歡互換身份來戲弄小白貂與小老鼠。
塚原映日（つかはら あきひ）
声 - 高橋廣樹 ／ 陳旭昇(台灣)
獸醫。因為相當了解動物的生態，所以在平常作為一位名氣很高的醫生而受到尊重，不過他對小白貂卻有異常的執著和愛情並且因為這份執著而常常有許多暴走的行為（有一度因為被禁止和小白貂見面而引起禁斷症狀）。因為作為一名醫生所以對於小白貂愛吃多鹽多油的炸雞的行為相當否定，不過後來因為想被阿啾和阿嚕喜歡所以自己也跟著吃炸雞。
另外在北方的旅館中有一位長得和他很像也同樣喜歡小白貂，但兩人似乎沒有血緣關係的服務生‧近原。
藤崎都（ふじさき みやこ）
声 - 木川繪理子 ／ 丘梅君(台灣)
塚原動物醫院的秘書和助手。是少數的正常人之一。擔任阻止塚原暴走的角色，不過似乎很喜歡塚原醫生。
仙堂一朗（せんどう いちろう）
声 - 竹本英史 ／ 于正昇(台灣)
和槌谷等人住在同一公寓的房東之子。飼養著多數的珍貴動物。因為飼料費都是由老媽出的，所以很怕老媽。對人的態度都很冷淡，但對動物卻相當溫柔，他的寵物對於能被仙堂飼養而感到相當滿足。因為喜歡小白貂所以綁架了牠，後來被槌谷救出，仙堂自己也遭受到老媽的嚴厲處罰。
仁科学（にしな まなぶ）
声 - 杉田智和／ 陳旭昇(台灣)
和槌谷等人上同間大學及幸福莊的學生。通稱為「科学君」。打從心裡相信科學的力量。因為製造了機械小白貂等奇怪的新發明而引起許多的騷動。
在小白貂番長編則是擔任學校的科學老師。
長谷川雅至（はせがわ）
声 - 伊丸岡篤／ 劉傑(台灣)
將頭髮染成金髮的十八歲不良少年，與中林稔念同所高中。個性有點傲嬌，被小白貂以「厲害的人類」所仰幕著。因為把女裝的搖當作他的姐姐閑喜歡上他而感到苦惱。
森下繭美（もりした まゆみ）
声 - 武藤壽美 ／ 林美秀(台灣)
隔壁的國中生。總是板著一張臉但心裡卻是處在思春期的普通女孩。嘴巴在本作幾乎沒打開過，對井澄都用心靈感應和她對話(但是井澄能夠知道她在說什麼)。因為喜歡槌谷所以老是在找尋機會企圖向他告白，但都在只差一步時，因為身陷妄想之中而暴走起來。
井澄（いずみ）
声 - 竹内順子 ／ 丘梅君(台灣)
繭美的好友。一直支持著繭美的戀情但結果老是都沒有表現出來。得意技為對繭美的吐嘈手刀。
隔壁的漫畫家
声 - 莊真由美 ／ 丘梅君(台灣)
總是處於被摧稿狀態的漫畫家。被認為是原作者・宇野亞由美的心聲。為小老鼠的飼主，只要一有壓力時，會以虐待小老鼠為樂，不過也有對牠很好的一面。平常時和外出時的面貌會有所不同（平常時總是穿著隨便，外出時卻是打扮豔麗而且帶著名牌）。
久遠勇太的母親（ゆうたママ）
声 - 莊真由美 ／ 林美秀(台灣)
勇太的媽媽。在附近的便當店（動畫為「幸福亭」）兼差工作。三角巾為她的商標，不知為何總是一直穿著三角巾，無論在家或工作時都一樣。在「小白貂番長編」穿著水手服和校園泳裝時，因為還是一直穿著三角巾而形成相當奇異的服裝，不過作為逆向輸入原作的角色卻沒有附上她的專用三角巾。至於她的名字在「小白貂番長」編的名牌上還是寫著「勇太媽媽」，而勇太本人則叫他「勇太君的媽媽」。她的老公（勇太的爸爸）目前正在單身出差中，所以在「番長編」，被佐伯老師處以「股裂之刑」(就是阿魯巴)時，不知道為什麼露出高興臉紅的表情。
寵物店店長
声 - 上田陽司 ／ 陳旭昇(台灣)
個性陰險的商人，喜歡騙顧客購買難以賣出的寵物，不過成功率不高。特徵則是喜歡用扇子遮住嘴巴說話。
原本企圖要將小白貂賣個高價，但卻被小白貂逃走。之後曾短暫抓住牠，不過又被牠逃走了。
店員
声 - 椿理沙 ／ 雷碧文(台灣)
平凡無奇的女店員，但不知為何能在多家店中看到她的出現。
中林稔
声 - 岩崎征實 ／ 陳旭昇(台灣)
長相兇狠的高中生，18歲。由於表情兇狠而被人拱上成為隔壁鎮上的老大。
但後來被目露兇光的槌谷嚇到，而自願退出老大的位置。
瑞穗
声 - たがみかおり／ 林美秀(台灣)
友子的同學和好友，雖然只是個國中生，但卻似乎執行和國家機密有關的特務工作，就連出場也都會搭著潛水艇或直升機出現。
由於作事都一直強調是國家機密而被人當作是怪人。
石楠花由美子
声 - 木川繪理子
沙葉最喜歡的女星。除了是寫真明星，也擔任動作片的女主角。
牙王
声 - 竹本英史
中林稔的寵物，品種是土佐犬。
教授
声 - 西前忠久
遙和沙葉在大學的老師，似乎不茍言笑。
みどり
声 - 木川繪里子
黑暗之女
声 - 白木克枝／ 林美秀(台灣)
住在豪宅裡的陰陽怪氣的女性。自己的房子還被人當作鬼屋般而會有人跑來試膽。
真實身份是隔壁的漫畫家的漫畫家好友。擅長黑魔法而且養著許多黃金鼠，會幫自己的好友用黑魔法出口氣並且將小老鼠送給她。
太郎丸
声 - 高橋廣樹／ 陳旭昇(台灣)
房東所養的狗，雖然看起來不兇。但卻喜歡追逐小白貂。
黑熊 ／ 黑熊校長
声 - 西前忠久 ／ 陳旭昇(台灣)
被流浪的小白貂遇上並被牠當作愛車，還因為牠的關係使小白貂以為自己是森林的老大。
後來由於黑熊冬眠，而讓小白貂和牠道別。
鱷魚 ／ 鱷魚老師 ／ 鱷魚事務員
声 - 鳥宗りつこ/劉傑(台灣)
最初和小白貂一起逃出寵物店，但因為太顯眼而被抓回去。之後在小白貂一度被寵物店店長抓起來時而再會，不過它卻忘了有這回事。
在番外篇小白貂老大中，雖然是學校的一份子，但卻喜歡看著其他同學而流口水。
老狐狸 ／ 狐狸老師
声 - 松山鷹志/劉傑(台灣)
小白貂的師父，遇到小時候和母親走散的小白貂並且收留他，還教他狩獵的技巧。
最後在小白貂學會所有東西後，而與他告別
槌谷搖的媽媽
声 - 白木克枝 ／ 丘梅君(台灣)
長得和阿遙一樣，個性相當幹練直接。
小白貂的媽媽
声 - よのひかり／ 林美秀(台灣)
有著十個孩子的母白貂，對於不聽話的小白貂而說牠是土撥鼠的孩子，造成牠一度耿耿於懷。
後來找回小白貂，但又不小心讓牠掉入懸崖，結果在小白貂回來後，因為練得太壯而認不出牠。
仙堂一朗的媽媽
声 - 尾小平志津香 ／ 丘梅君(台灣)
幸福莊的房東，個性和一般的媽媽一樣。而仙堂的飼料費則是由她所出。
美由的媽媽
声 - 若泉絵子／ 丘梅君(台灣)
平凡的婦人，似乎是個單親媽媽。在動物美容院擔任寵物美容師。
阿嚕的媽媽
声 - よのひかり／ 丘梅君(台灣)
母白貂，對於老是都吃不到食物的阿嚕，有一次生氣而稱牠是土撥鼠的孩子。結果讓阿嚕踏上流浪的旅程。
露露&露佳的媽媽
声 - 若泉繪子
佐伯沙葉・友子的媽媽
声 - 木川繪里子／ 雷碧文(台灣)
小老鼠的媽媽
声 - 鮭延未可
小老鼠的哥哥
声 - 上田陽司
小毛
声 - 竹内順子 ／ 丘梅君(台灣)
鵑毛猴，也是仙堂的寵物，喜歡找小白貂玩。外表看起來相當好強，但實際上內心相當愛照顧人。
菲尼克小狐狸
声 - 藤本はるか／ 劉傑(台灣)
仙堂的寵物。
小袋鼠
声 - 上田陽司 ／ 陳旭昇(台灣)
仙堂的寵物。
呀呼
声 - 谷井あすか／ 丘梅君(台灣)
母鼯鼠，因為喜歡飛出籠子，而難以賣出。後來被寵物店店長以一千多圓的價格賣給企圖拿牠來接近遙的繭美，但老是喜歡從籠子裡面逃走。
喜歡飛翔，但卻老是撞牆。曾載過小白貂和小老鼠飛行。個性也相當自我，而會有常常不先聽人家話的表現。
旁白
声 - 寺田はるひ ／ 丘梅君(台灣)

## 工作人員
- 企畫：岩田圭介（東京電視台）、湯浅昭博、根岸弘
- 原作：宇野亞由美『淘氣小鼬鼠』（白泉社月刊Lala掲載）
- 系列構成：西園悟
- 人物設定：岸田隆宏
- 執行導演：中村学
- 美術監督：西川淳一郎→藤田勉
- 顏色導演：川見拓也
- 設計工作：キムヒロミチ
- 録音導演：鹽屋翼
- 合成導演：長牛豊
- 編集：後藤正浩
- 音樂：天野正道
- 音樂協力：テレビ東京ミュージック
- 導演：山本裕介
- 製片：具嶋朋子（東京電視台）、板橋秀徳、植田基生
- 原畫：彩都、韓一動画、Echo、アニメトロトロ、華房泰堂、菁画舎、ビッグバン、Lee PRO、Hee Won、じゃんぐるじむ、スタジオアド、ハルフィルムメーカー
- 動畫：じゃんぐるじむ、PAK-PRO、火鳥動画、スタジオアド、きのプロダクション、シナジージャパン、Enrio Guamiieri、アニメ浪漫、アニメハウス、菁画舎、Echo、J・C・F、Magic Bus、ラジカルパーティ、かぐら、Studio Takuranke、龍之子製作、NEOX、プロジェクト4、SHAFT、ハルフィルムメーカー、トランスアーツ、アニメトロトロ、アングル、アニメアール、A.P.P.P、動画工房、スタジオライン、TANTO、Hee Won、星山企画
- 動畫檢查：長牛みゆき、椎谷太志、山崎敦子、長牛美由紀、藤野京子、井口久美子、楊懐澄、伊集院健、辻望、籠藍、牧大吾、田中達也、野村美沙子、田中保美、加藤愛、黒川祥一、坂本代志夫、葛西さおり
- 色彩設定補：藤木由香里
- 顏色指定：滝沢いづみ、篠原愛子、池田ひとみ、川上善美、田中真紀、渡辺康子、藤木由香里、佐々木雅人、大倉ひとみ、蓮洋子、佐藤丈史、福原奈津子、中村忍、西栄子、谷本千絵、関恵美子
- 特殊効果：佐々木絵美、川上善美、長岡多希子、中村忍、扇昌則
- 背景：スタジオロフト、スタジオアーツ、コスモスアーツ、スタジオWHO、PAK-PRO、グリーン、ムクオスタジオ
- 美術設定協力：三浦智
- 結尾美術：多田喜久子
- 合成：ヴィオラ、スタジオエル、RADIXデジタル室、ノーサイド、竜の子プロダクション、ティ・ニシムラ、スタジオパートナー
- CG工作：竹内康晃、白石渉
- 影帶編集：ビデオサンモール→デジタルピーコム
- CG協力：竹内康明、中山敦史
- 協力製作：SHAFT、スタジオアド、ハルフィルムメーカー、T-RAX、ノーサイド、龍之子製作、タマプロダクション、J・C・F、シナジージャパン、きのプロダクション、ビギー、Hee Won、A.P.P.P、じゃんぐるじむ
- 視覺作畫：野田康行
- 音響製作：オムニバスプロモーション
- 錄音工作室：OPレクイエムスタジオ
- 音響効果：石野貴久（サウンドリング）
- 調整：熊倉了
- 錄音演出助手：本山哲
- 結尾動畫：野田康行
- 節目宣傳：松坂忠光（1~3話）→山鹿達也（4~40話）→森村祥子（41~最終話）（東京電視台）
- 特別感謝：ホテルジャパン志賀
- 製作事務：福田恵津代
- 製作編輯：岩谷能宣
- 製作担當：永居慎平
- 製作進行：高橋亮子、服部大樹、遠藤貴士、うるしやまあつし、豊川啄、秋野悠介、小川瑞穂、野崎崇志、近藤力、吉田常一郎、内藤真一、面谷和希、加藤弘樹、かねこ＠いさお、佐伯俊、福田貴之、吉野深雪、池田俊介、大背戸聡、高山貴宣、石垣佳範、関口晴、戸田武志、三浦大輔、坂田明、森沢子、田口歩、ファイヤーお冨、長村伸治
- 製作：東京電視台、創通、RADIX

## 主題歌

### 開頭OP
1. あのコのHappy Face
歌：しあわせシスターズ
期間：第1話～第25話
2. コジョピーのうた
歌：しあわせオコジョ組（阿啾・小老鼠・阿嚕）
期間：第26話～第49話
（在第51集以結尾ED來使用）

### 結尾ED
1. 眠くなるまで
歌：高取秀明
期間：第1話～第25話、第50話
2. ぽかぽかコジョルー
歌：鮭延未可
期間：第26話～第49話
（在第50集以挿入歌來使用）

### 挿入歌
1. オコジョ番長のテーマ
歌：高取秀明
使用集數：第20、25、33話

## 各集標題
| 話数 | 標題                         | 劇本         | 分鏡                    | 導演              | 作画監督   |
| ---- | ---------------------------- | ------------ | ----------------------- | ----------------- | ---------- |
| 1    | オコジョさんが来た!          | 西園悟       | 山本裕介                | 山本裕介          | 吉野真一   |
| 1    | オコジョさん病院へ行く       | 西園悟       | 山本裕介                | 山本裕介          | 下坂英男   |
| 2    | コジョピーのしあわせ荘探検   | 西園悟       | 山本裕介                | 米田光宏          | 蒔世捺子   |
| 2    | 笑うサエキ                   | 西園悟       | 高田淳                  | 加藤茂            | 宇田川一彦 |
| 3    | オコジョの墓                 | 浦沢義雄     | 高田淳                  | 加藤茂            | 加藤茂     |
| 3    | 敵は掃除機                   | 浦沢義雄     | 植田秀仁                | アサミマツオ      | 斉藤新明   |
| 4    | コジョピー、パラダイスへ     | 中弘子       | 奥田萬里                | 木村隆一          | 山下敏成   |
| 4    | コジョピーのキャンパス生活   | 中弘子       | 山本裕介                | 木村隆一          | 下坂英男   |
| 5    | コジョピーの秘密             | 高山カツヒコ | 持丸タカユキ            | 米田光宏          | 米田光宏   |
| 5    | コジョピーVSタッチン         | 西園悟       | 持丸タカユキ            | 持丸タカユキ      | 下坂英男   |
| 6    | タッチンの涙                 | 浦沢義雄     | 山本裕介                | いまざきいつき    | 工藤柾輝   |
| 6    | コジョピーの悪夢             | 佐藤和浩     | いまざきいつき          | いまざきいつき    | 工藤柾輝   |
| 7    | コジピー大変身!              | 中弘子       | 石之博和                | 石之博和          | 石之博和   |
| 7    | 恋するコジョピー             | 佐藤和浩     | 渡辺健一郎              | 渡辺健一郎        | 井口忠一   |
| 8    | すてきなハイキング           | 浦沢義雄     | 大森貴弘                | 大森貴弘          | 大森貴弘   |
| 8    | コスモス畑のツカハラ         | 浦沢義雄     | 大森貴弘                | 五十嵐達也        | 蒔世奈子   |
| 9    | コジョピーのいる生活         | 高山カツヒコ | 西澤信孝                | 寒竹清隆 山本裕介 | 川口弘明   |
| 9    | コタツの中はパラダイス       | 中弘子       | 西澤信孝                | 山口美浩          | 松田芳明   |
| 10   | 雪とゆうたとカラアゲと       | 浦沢義雄     | うえだひでひと          | アサミマツオ      | 畑智司     |
| 10   | オコジョ番長! 登場編         | 西園悟       | 山本裕介                | 山本裕介          | 下坂英男   |
| 11   | ちょろりとネズミどの         | 西園悟       | 木村隆一                | 加藤茂            | 加藤茂     |
| 11   | 好きすきコジョピー           | 中弘子       | 渡辺健一郎              | 渡辺健一郎        | 斉藤新明   |
| 12   | 決戦! クリスマスツリー       | 浦沢義雄     | いまざきいつき          | いまざきいつき    | 工藤柾輝   |
| 12   | コジョピーのメリークリスマス | 浦沢義雄     | いまざきいつき          | いまざきいつき    | 工藤柾輝   |
| 13   | オコジョ番長! 試験編         | 西園悟       | 山本裕介                | 五十嵐達也        | 下坂英男   |
| 13   | 槌谷、故郷に帰る             | 佐藤和浩     | 蒔世捺子                | 五十嵐達也        | 蒔世捺子   |
| 14   | チチの思い出                 | 浦沢義雄     | 山口美浩 山本裕介       | 山口美浩          | 冬川岬     |
| 14   | コジョピー、TVデビュー       | 高山カツヒコ | 追崎史敏                | 山口美浩          | 冬川岬     |
| 15   | うばわれたコジョピー 前編    | 西園悟       | 渡辺健一郎              | 渡辺健一郎        | 斉藤新明   |
| 15   | うばわれたコジョピー 後編    | 西園悟       | 木村隆一                | 渡辺健一郎        | 下坂英男   |
| 16   | 消えたエサの謎               | 中弘子       | 紅優                    | アサミマツオ      | 小林明美   |
| 16   | ちょろりの幸せ               | 浦沢義雄     | 持丸タカユキ            | 加藤茂            | 加藤茂     |
| 17   | ちょろりVSワタボコリ         | 佐藤和浩     | いまざきいつき          | いまざきいつき    | 工藤柾輝   |
| 17   | オコジョ番長! 決闘編         | 高山カツヒコ | いまざきいつき          | いまざきいつき    | 工藤柾輝   |
| 18   | ハリネズミはお上品?          | 浦沢義雄     | 木村隆一                | 北川正人          | 青井清年   |
| 18   | 繭美のラブレター大作戦       | 西園悟       | 山本裕介                | 山本裕介          | 下坂英男   |
| 19   | 繭美のバレンタイン大作戦     | 西園悟       | 坂本郷                  | 五十嵐達也        | 蒔世捺子   |
| 19   | イタチ一家を救え!            | 中弘子       | 坂本郷                  | 五十嵐達也        | 村上勉     |
| 20   | ツカハラ、夢の日々           | 佐藤和浩     | 紅優                    | 佐山聖子          | 竹山逸子   |
| 20   | オコジョ番長! 日直編         | 西園悟       | 持丸タカユキ            | 加藤茂            | 加藤茂     |
| 21   | 耳長フェレットの謎           | 浦沢義雄     | 渡辺健一郎              | 渡辺健一郎        | 斉藤新明   |
| 21   | コジョピー、パパになる       | 浦沢義雄     | 渡辺健一郎              | 渡辺健一郎        | 下坂英男   |
| 22   | 育て! 夢のタネ               | 中弘子       | 福島利規                | 福島利規          | 三木俊明   |
| 22   | コジョピー空を飛ぶ           | 西園悟       | 木村隆一                | 浅見松雄          | 小林明美   |
| 23   | オコジョにワナワナ           | 高山カツヒコ | いまざきいつき 山本裕介 | いまざきいつき    | 工藤柾輝   |
| 23   | モテモテの条件               | 佐藤和浩     | 山本裕介                | いまざきいつき    | 工藤柾輝   |
| 24   | コジョピー、野生に還る 前編  | 中弘子       | 近藤信宏                | 北川正人          | 望月謙     |
| 24   | コジョピー、野生に還る 後編  | 中弘子       | 近藤信宏                | 米田光宏          | 米田光宏   |
| 25   | オコジョ番長! 逆襲編         | 浦沢義雄     | 蒔世捺子                | 五十嵐達也        | 蒔世捺子   |
| 25   | 桜の木の下で                 | 西園悟       | 渡辺健一郎              | 五十嵐達也        | 村上勉     |
| 26   | オコジョVSオコジョ           | 西園悟       | 坂本郷                  | 渡辺健一郎        | 斉藤新明   |
| 26   | その名はコジョルー           | 西園悟       | 山本裕介                | 渡辺健一郎        | 下坂英男   |
| 27   | コジョルー、しあわせ荘をいく | 西園悟       | 山本裕介                | 五十嵐達也        | 村上勉     |
| 27   | オコジョ番長! 新学期編       | 浦沢義雄     | 紅優                    | 浅見松雄          | 佐藤陽子   |
| 28   | ツバメをねらえ!              | 中弘子       | 高田淳                  | 加藤茂            | 加藤茂     |
| 28   | コジョルーの大好物は?        | 浦沢義雄     | 北川正人                | 加藤茂            | 加藤茂     |
| 29   | オジョコとおばあさん         | 佐藤和浩     | 蒔世捺子                | 五十嵐達也        | 蒔世捺子   |
| 29   | オコジョ番長! 入院編         | 西園悟       | 近藤信宏                | 北川正人          | 望月謙     |
| 30   | 死闘! 鯉のぼり               | 浦沢義雄     | いまざきいつき          | いまざきいつき    | 工藤柾輝   |
| 30   | アイドルに会いたい!          | 高山カツヒコ | いまざきいつき          | いまざきいつき    | 工藤柾輝   |
| 31   | 科学君の恐るべき実験         | 西園悟       | 山本裕介                | 渡辺健一郎        | 大河原晴男 |
| 31   | オコジョ番長! 授業料編       | 中弘子       | 渡辺健一郎              | 渡辺健一郎        | 斉藤新明   |
| 32   | マンガ家はつらいよ           | 中弘子       | 福島利規                | 境橋渡            | 下坂英男   |
| 32   | かくれんぼ大決戦!            | 浦沢義雄     | 大森貴弘                | 境橋渡            | 下坂英男   |
| 33   | みゆは名トリマー?            | 中弘子       | 小高義規                | 林有紀            | 桜井木ノ実 |
| 33   | オコジョ番長! 繁盛編         | 高山カツヒコ | 小林孝嗣                | 五十嵐達也        | 村上勉     |
| 34   | 失われた野性                 | 西園悟       | 持丸孝行                | 加藤茂            | 加藤茂     |
| 34   | あこがれのニンゲン           | 西園悟       | 山本裕介                | 加藤茂            | 加藤茂     |
| 35   | ありがとう、と言えなくて     | 西園悟       | 坂本郷                  | 北川正人          | 望月謙     |
| 35   | オコジョ番長! 家庭訪問編     | 高山カツヒコ | 坂本郷                  | 北川正人          | 山下敏成   |
| 36   | 科学君、第二の挑戦           | 西園悟       | 蒔世捺子                | 五十嵐達也        | 蒔世捺子   |
| 36   | オコジョVSメカオコジョ       | 西園悟       | 高田淳                  | 岡嶋国敏          | 高橋成之   |
| 37   | コジョルーとちょろり         | 中弘子       | 福島利規                | 渡辺健一郎        | 斉藤新明   |
| 37   | オコジョ番長! 購買部編       | 高山カツヒコ | 佐山聖子                | 林有紀            | 桜井木ノ実 |
| 38   | 繭美のデート大作戦           | 佐藤和浩     | 山本裕介                | 渡辺健一郎        | 吉野真一   |
| 38   | ツカハラのオコジョ断ち       | 浦沢義雄     | 渡辺健一郎              | 渡辺健一郎        | 大河原晴男 |
| 39   | 星に願いを                   | 浦沢義雄     | 菊地康仁                | 菊地康仁          | 鉄心       |
| 39   | オコジョ番長! プール編       | 中弘子       | 小林孝嗣                | 五十嵐達也        | 村上勉     |
| 40   | コジョピーの恩返し           | 高山カツヒコ | 福島利規                | 加藤茂            | 加藤茂     |
| 40   | 繭美のペアルック大作戦       | 西園悟       | 福島利規                | 岡嶋国敏          | 望月謙     |
| 41   | オコジョ番長! 臨海学校編     | 中弘子       | 山本裕介                | 北川正人          | 木下ゆうき |
| 41   | アルバイトパニック           | 浦沢義雄     | 坂本郷                  | 北川正人          | 鎌田祐輔   |
| 42   | プールサイド危機一髪!        | 浦沢義雄     | 佐山聖子                | 小高義規          | 桜井木ノ実 |
| 42   | 妄想に踊る槌谷               | 西園悟       | 蒔世捺子                | 五十嵐達也        | 蒔世捺子   |
| 43   | カラフルコジョピー           | 中弘子       | 坂本郷                  | 渡辺健一郎        | 斉藤新明   |
| 43   | オコジョ番長! 生活指導編     | 佐藤和浩     | 渡辺健一郎              | 渡辺健一郎        | 茂木琢次   |
| 44   | タッチン、恋のはじまり       | 高山カツヒコ | 持丸孝行                | 加藤茂            | 加藤茂     |
| 44   | コジョルーは、なぜ白い?      | 浦沢義雄     | 福島利規                | 北川正人          | 高橋成世   |
| 45   | 私はコジョピー?              | 西園悟       | 五十嵐達也              | 五十嵐達也        | 村上勉     |
| 45   | 長谷川、ときめきの午後       | 西園悟       | 山本裕介                | 岡嶋国敏          | 望月謙     |
| 46   | 愛と憎しみのタッチン         | 中弘子       | 鎌田祐輔                | 渡辺健一郎        | 鎌田祐輔   |
| 46   | どきどきクリニック           | 浦沢義雄     | 渡辺健一郎              | 渡辺健一郎        | 大河原晴男 |
| 47   | あこがれのオコジョ           | 浦沢義雄     | 小高義規                | 小高義規          | 桜井木ノ実 |
| 47   | オコジョ番長! 夏休み編       | 高山カツヒコ | ネギシヒロシ            | 加藤茂            | 加藤茂     |
| 48   | ちょろりの結婚               | 浦沢義雄     | 蒔世捺子                | 五十嵐達也        | 立山信也   |
| 48   | メカオコジョの逆襲           | 西園悟       | 白河明治                | 山本裕介          | 高橋成世   |
| 49   | 好きだッ! ツチヤ             | 佐藤和浩     | 山本裕介                | 北川正人          | 茂木琢次   |
| 49   | オコジョ番長! 運動会編       | 高山カツヒコ | 持丸タカユキ            | 北川正人          | 望月謙     |
| 50   | ぽかぽかコジョルー           | 中弘子       | 坂本郷                  | 加藤茂            | 加藤茂     |
| 50   | オコジョ番長! 完結編         | 西園悟       | 鎌田祐輔                | 渡辺健一郎        | 鎌田祐輔   |
| 51   | しあわせ荘のオコジョさん前編 | 西園悟       | 山本裕介                | 山本裕介          | 斉藤新明   |
| 51   | しあわせ荘のオコジョさん後編 | 西園悟       | 山本裕介                | 山本裕介          | 高橋成世   |

## 外部連結
- 淘氣小鼬鼠Web
- . tv-tokyo. （原始内容存档于2001-10-06） （日语）.